# Lucinisca nassula
Lucinisca nassula är en musselart som först beskrevs av Conrad 1846.  Lucinisca nassula ingår i släktet Lucinisca och familjen Lucinidae. Inga underarter finns listade i Catalogue of Life.